# Taba Heights
Koordinaten: 29° 23′ 7″ N, 34° 48′ 2″ O
Das ägyptische Tourismuszentrum Taba Heights liegt auf der Halbinsel Sinai im Vierländereck von Ägypten, Israel, Jordanien und Saudi-Arabien am Golf von Aqaba. Die nächstgelegenen Städte auf ägyptischem Boden sind Taba (10 km) und Nuweiba (50 km).
Der große Ferienort Eilat in Israel ist nur 17 km entfernt, Aqaba in Jordanien ca. 25 km.
Taba Heights besteht im Wesentlichen aus den Hotels Marriott, Hyatt, Sofitel, El Wekala und dem ehemaligen Intercontinental Hotel. Darüber hinaus gibt es eine Reihe von Restaurants, Läden und Wohnungen für Hotelangestellte, sowie einen Golfplatz.
Taba Heights wird, wie das Pendant el-Guna (Nobelort Ägyptens) (Nähe Hurghada), von der ägyptischen Orascom-Gruppe betrieben. Taba Heights befindet sich noch im Aufbau, der aufgrund der Sicherheitsproblematik etwas ins Stocken geraten ist. So fiel im Jahre 2004 das Hilton Hotel im nahen Grenzort Taba einem Sprengstoffattentat zum Opfer.